# Carl August Schramm (Architekt)
Carl August Schramm (* 26. März 1807 in Zittau; † 7. Juli 1869 ebenda) war ein deutscher Architekt.

## Leben

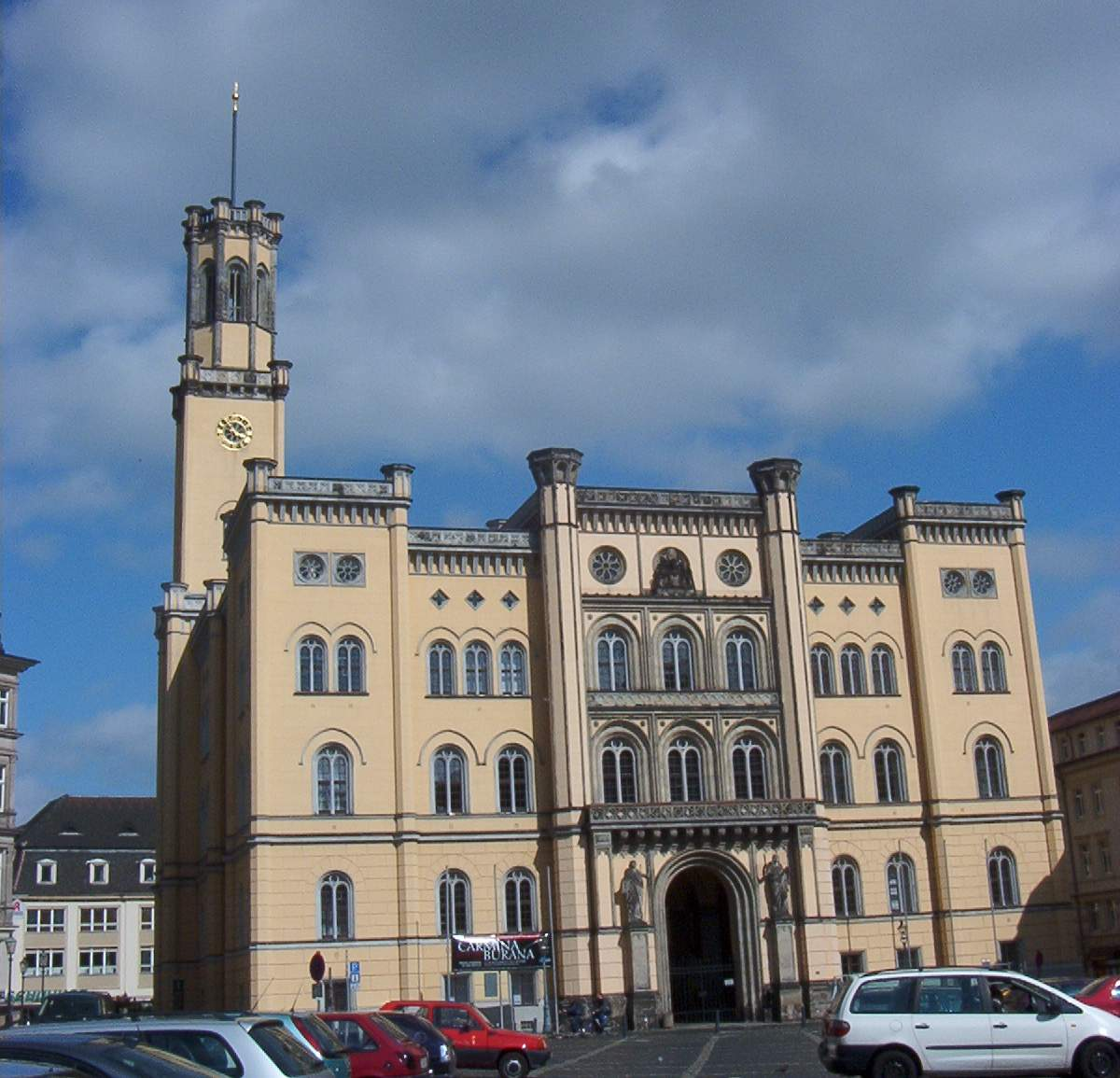
Rathaus in Zittau

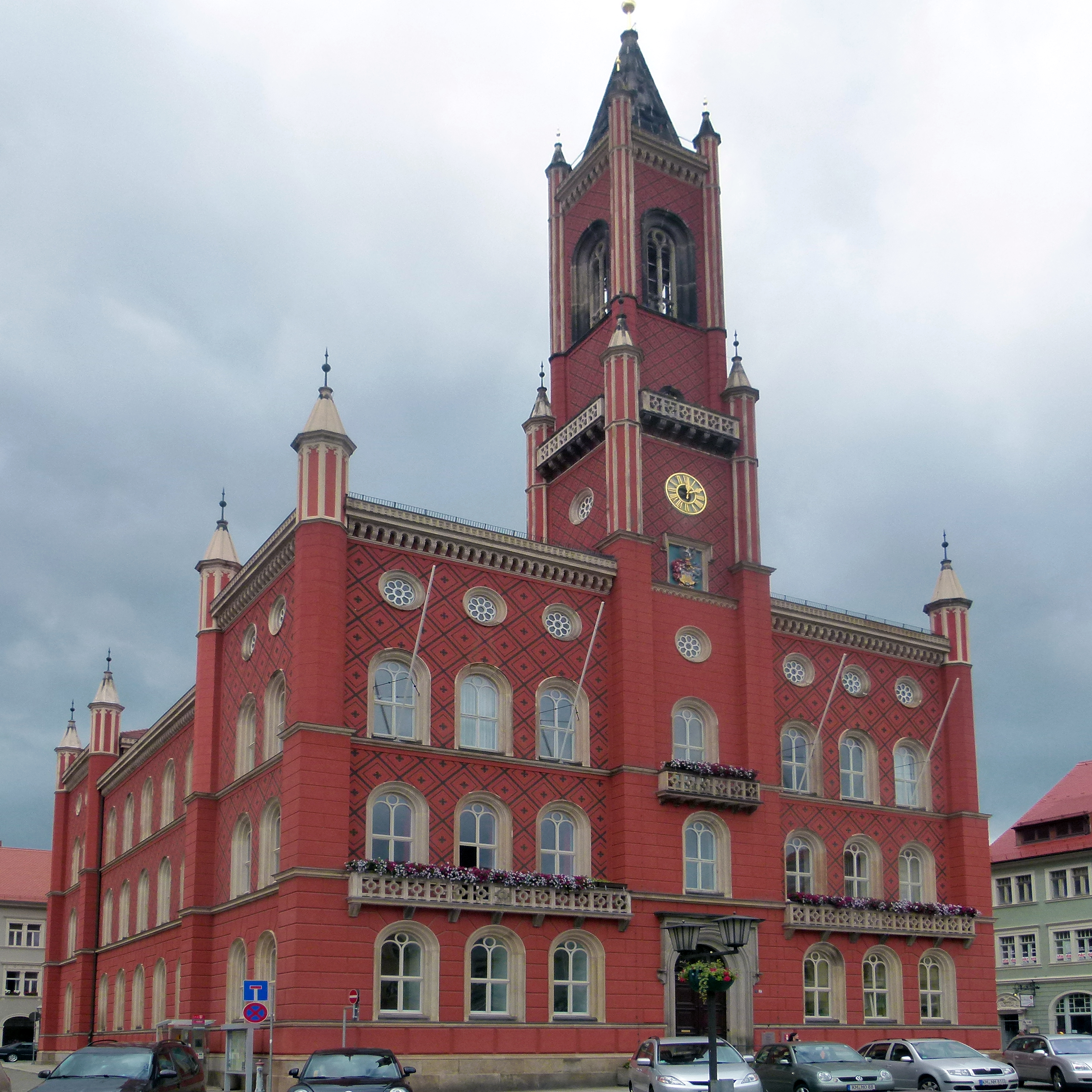
Rathaus in Kamenz

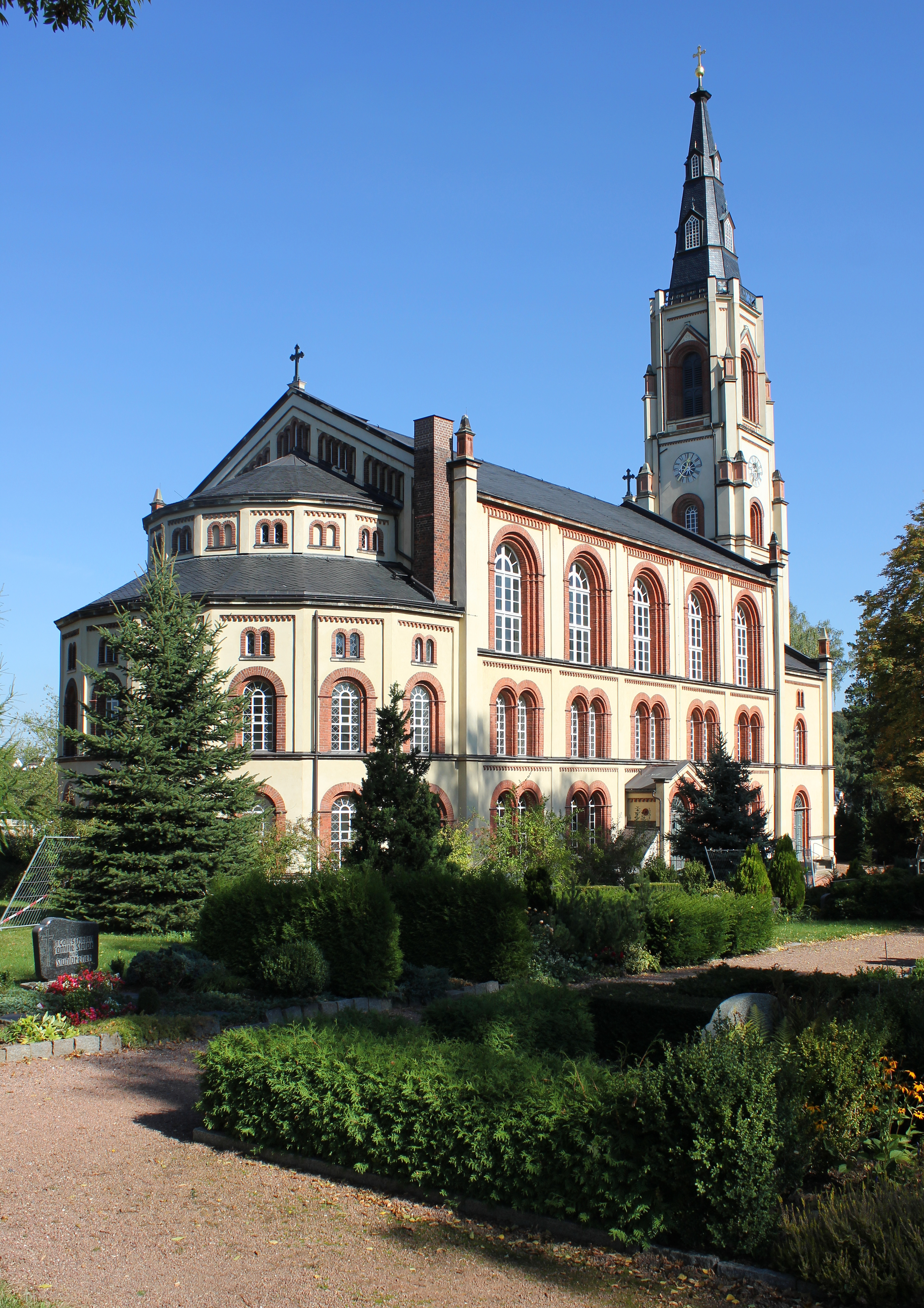
Marienkirche in Gersdorf

Der Sohn eines Zimmerermeisters besuchte das Zittauer Gymnasium und studierte zwischen 1826 und 1829 Architektur an der Baugewerkschule Dresden. Bis 1834 vertiefte er seine Architekturkenntnisse bei Karl Friedrich Schinkel in Berlin.
Sein erstes großes Bauvorhaben war der Wiederaufbau der seit ihrer Zerschießung im Siebenjährigen Krieg von 1757 an als Ruine erhaltenen Zittauer Johanniskirche. Vom Zittauer Rat war Schinkel 1833 mit der Überarbeitung der Baupläne beauftragt worden. Die Durchführung des von ihm entworfenen klassizistischen Neubaus übertrug Schinkel seinem Schüler Schramm. Mit diesem von 1834 bis 1837 ausgeführten Bauprojekt machte sich Schramm einen Namen. In dieser Zeit leitete er auch den zwischen 1836 und 1837 erfolgten Umbau der Kirche in Reibersdorf.
1840 erhielt Schramm vom Zittauer Rat den Auftrag für den Neubau des Rathauses. Zu diesem Neorenaissancebau im italienischen Stil überarbeitete Schramm die 1833 von Schinkel erstellten Entwürfe. Etwa zeitgleich entstand auch das neue Zittauer Hauptzollamtsgebäude. Nach Fertigstellung dieser Bauten folgte bereits der nächste Auftrag, der Bau der Königlich Sächsischen Baugewerkschule Zittau. Dieses Schulgebäude an den Ringanlagen zwischen der Kreuzkirche und dem Gymnasium wurde zwischen 1846 und 1848 errichtet. Ab 1855 leitete Schramm diese Baugewerkschule als Direktor.
Der Ruf Schramms als bedeutender Architekt führte zu weiteren wichtigen Aufträgen, wie dem Bau des Rathauses Kamenz, der Dittelsdorfer Kirche und der beiden Kirchen in Leutersdorf. Hinzu kamen noch Schulbauten in Löbau und der Umbau der früheren Hammerschmidtschen Anwesens am Zittauer Stadtring für den Unternehmer Ferdinand Wäntig. Dieses als Wäntighaus bekannt gewordene Bauwerk wird heute als Polizeirevier genutzt. In Zittau schloss er sich der Freimaurerloge Friedrich August zu den drei Zirkeln an.
Durch die Ehe seiner Tochter Auguste Ida mit Otto Kaemmel war Schramm seit 1869 mit dem Zittauer Gymnasialrektor und Abgeordneten Heinrich Julius Kaemmel verschwägert.
Sein Grab befindet sich auf dem Frauenfriedhof in Zittau.

## Liste seiner Bauten
- 1834–1837: Johanniskirche in Zittau, nach Entwürfen von Schinkel
- 1836–1837: Aufstockung des Kirchturms und Umbau der Kirche in Reibersdorf (verändert)
- 1840–1845: Rathaus Zittau, unter Verwendung der Entwürfe von Schinkel
- 1841–1842: altes Rathaus in Ostritz (Markt 5)
- 1843–1844: Hauptzollamt Zittau
- 1846–1848: Gewerbe- und Baugewerkschule Zittau
- 1847–1848: Rathaus in Kamenz
- 1848–1850: Kirche in Dittelsdorf
- 1851: Wäntighaus in Zittau
- 1853–1856: Matthäuskirche in Bockwa
- 1855: Bürgerschule in Löbau
- 1857: Aussichtsturm auf dem Valtenberg
- 1857 begonnen: Rote Schule in Meißen, 1. Realschule
- 1862: katholische Kirche Mariä Himmelfahrt in Leutersdorf
- 1862–1865: Neubau der evangelischen Marienkirche in Gersdorf[2]
- 1865: evangelische Kirche in Leutersdorf
- Entwurf für die Martinskirche in Gaußig (ausgeführt nach seinem Tod 1873–1874)

## Ehrungen
- Schramm war Ritter des Sächsischen Albrechtsordens.[3]
- 1991 benannte die Stadt Zittau eine Straße nach ihm.